# 松平志賀町
松平志賀町（まつだいらしがちょう）は、愛知県豊田市の地名。

## 地理

### 河川
- 巴川

## 世帯数と人口

### 人口の変遷
国勢調査による人口および世帯数の推移。
| 1995年（平成7年）  | 262世帯 1002人 |  |
| 2000年（平成12年） | 248世帯 949人  |  |
| 2005年（平成17年） | 265世帯 921人  |  |
| 2010年（平成22年） | 285世帯 945人  |  |
| 2015年（平成27年） | 290世帯 922人  |  |
| 2020年（令和2年）  | 285世帯 843人  |  |

## 学区
市立小・中学校に通う場合、学区は以下の通りとなる。
| 丁目・字                     | 番地                 | 小学校                 | 中学校             |
| ---------------------------- | -------------------- | ---------------------- | ------------------ |
| 松平志賀町（下記を除く全域） |                      | 豊田市立岩倉小学校     | 豊田市立松平中学校 |
| 松平志賀町石亀               | 22-1、23-2、24-2、27 | 豊田市立五ケ丘東小学校 | 豊田市立益富中学校 |
| 松平志賀町萩田               | 全域                 | 豊田市立五ケ丘東小学校 | 豊田市立益富中学校 |

## 交通
- 東海環状自動車道豊田松平インターチェンジ
- 国道301号

## 施設
- 松平志賀テニスコート
- 松平志賀町区民会館
- JAあいち豊田 グリーンセンター 松平店
- JAあいち豊田サービス
- 志賀神社
- 松平団地

### WEB
1. ↑  “愛知県豊田市の町丁・字一覧”.   人口統計ラボ. 2024年2月26日閲覧。
2. 1 2  総務省統計局 (2022年2月10日). “令和2年国勢調査の調査結果(e-Stat) - 男女別人口，外国人人口及び世帯数－町丁・字等” (CSV). 2023年8月2日閲覧。
3. ↑  “読み仮名データの促音・拗音を小書きで表記するもの(zip形式) 愛知県” (zip).   日本郵便 (2024年2月29日). 2024年3月26日閲覧。
4. ↑  “市外局番の一覧” (PDF).   総務省 (2022年3月1日). 2022年3月22日閲覧。
5. ↑  “ナンバープレートについて”.   一般社団法人愛知県自動車会議所. 2024年1月21日閲覧。
6. ↑  総務省統計局 (2014年3月28日). “平成7年国勢調査の調査結果(e-Stat) - 男女別人口及び世帯数 －町丁・字等” (CSV). 2021年7月20日閲覧。
7. ↑  総務省統計局 (2014年5月30日). “平成12年国勢調査の調査結果(e-Stat) - 男女別人口及び世帯数 －町丁・字等” (CSV). 2021年7月20日閲覧。
8. ↑  総務省統計局 (2014年6月27日). “平成17年国勢調査の調査結果(e-Stat) - 男女別人口及び世帯数 －町丁・字等” (CSV). 2021年7月21日閲覧。
9. ↑  総務省統計局 (2012年1月20日). “平成22年国勢調査の調査結果(e-Stat) - 男女別人口及び世帯数 －町丁・字等” (CSV). 2021年7月21日閲覧。
10. ↑  総務省統計局 (2017年1月27日). “平成27年国勢調査の調査結果(e-Stat) - 男女別人口及び世帯数 －町丁・字等” (CSV). 2021年7月21日閲覧。
11. ↑  “町名別小中学校区”.   豊田市. 2025年5月13日閲覧。